# 徐苹芳
徐苹芳（1930年10月—2011年5月22日），山东招远人，中国社会科学院考古研究所研究员，中国社会科学院荣誉学部委员。1955年毕业于北京大学历史系考古专业。